# Херсонска област
Херсонска област (укр. Херсонська область), позната и као Херсоншчина (укр. Херсонщина), област је која се налази у јужном делу Украјине, изнад Крима. Административни центар области је град Херсон.
Током инвазије Русије на Украјину 2022. године, скоро целу област су окупирале руске снаге, укључујући административни центар Херсон. Руска војно-грађанска администрација је именовала Владимира Салда за гувернера и увела руску рубљу као званичну валуту у Херсонској области. Од 23. до 27. септембра 2022. године, одржан је референдум о присаједињењу ове области Руској Федерацији.

## Географија
Херсонска област је ограничена Дњипропетровском облашћу на северу, Црним морем и Кримом на југу, Миколајивском облашћу на западу и Запорошком облашћу и Азовским морем на истоку.
Река Дњепар протиче кроз област у којој се налази и вештачко језеро Каховка.

## Демографија
По последњем попису (2004) у Херсонској области живи 1.367.685 становника, што је 2,4 % укупног становништва Украјине. Херсонска област је двадесет прва област у Украјини по броју становника. Густина насељености износи 43 ст/km².
Око 61,1% становништва (672.000) живи у градским насељима, док 38,8% (426.700) живи у руралним областима. Мушкарци чине 46,7% (565.400) становништва, а жене 53,3% (644.600). По националности, Херсонску област чини 82,0% Украјинаца, 14,1% Руса, Белоруса 0,7%  и 0,5% Татара.
| Националност   | 1989. | 2001. | Матерњи језик    | 1989. | 2001. |
| Украјинци      | 75,7% | 82,0% | Украјински језик | 67,7% | 73,2% |
| Руси           | 20,2% | 14,1% | Руски језик      | 30,4% | 24,9% |
| Белоруси       | 1,0%  | 0,7%  | остали језици    | 1,8%  | 1,8%  |
| Татари         | 0,2%  | 0,5%  |                  |       |       |
| Јермени        | 0,1%  | 0,4%  |                  |       |       |
| Молдавци       | 0,4%  | 0,4%  |                  |       |       |
| Турци          | 0,0%  | 0,3%  |                  |       |       |
| Кримски Татари | 0,5%  | 0,2%  |                  |       |       |